# Sojuz 6
Sojuz 6 byla kosmická loď SSSR z roku 1969, která se svou posádkou a dvěma dalšími Sojuzy kroužila na oběžné dráze Země. Podle katalogu COSPAR dostala označení 1969-085A a byla 32. letem pilotované kosmické lodě z naší planety. Její volacím znakem byl ANTEJ.

## Posádka
Dvoučlennou posádku tvořili tito kosmonauté:
- Georgij Šonin , velitel lodě.
- Valerij Kubasov, palubní inženýr.

Oba byli ve vesmíru poprvé.

## Průběh letu
Loď odstartovala z kosmodromu Bajkonur 11. října 1969 s pomocí stejnojmenné rakety. Dostala se na oběžnou dráhu ve výšce 186-223 km s dobou oběhu 88 minut. Den poté vzlétla na orbitu Země loď Sojuz 7 a další den, 13. října 1969 i loď Sojuz 8, takže řadu hodin byly na oběžné dráze Země najednou tři sovětské kosmické lodě a společně také komunikovaly. Spojit se nemohly už proto, že loď Sojuz 6 neměla žádný spojovací mechanismus. Posádka měla a plnila i další úkoly, s lodí manévrovala, prováděla různá pozorování vč. neúspěšného pokusu o spojení lodí Sojuz 7 a Sojuz 8, provedla úspěšný pokus se svařováním během 77 obletu Země. Při tomto pokusu byla z orbitální části lodě odstraněna atmosféra.
Přistávací kabina Sojuzu i s posádkou přistála po necelých pěti dnech letu (118 hodin) s pomocí padáků a brzdícím motorem 16. října 1969 180 km SZ od Karagandy na území Kazachstánu.

## Konstrukce lodě
Udaná startovací hmotnost byla 6577 kg. V orbitální sekci bylo zařízení o hmotnosti 50kg s názvem Vulkan, kterým se dalo svářet třemi různými způsoby. Loď se obdobně jako ostatní lodě Sojuz skládala ze tří částí, kulovité orbitální sekce, návratové kabiny a sekce přístrojové.